# Chinkana

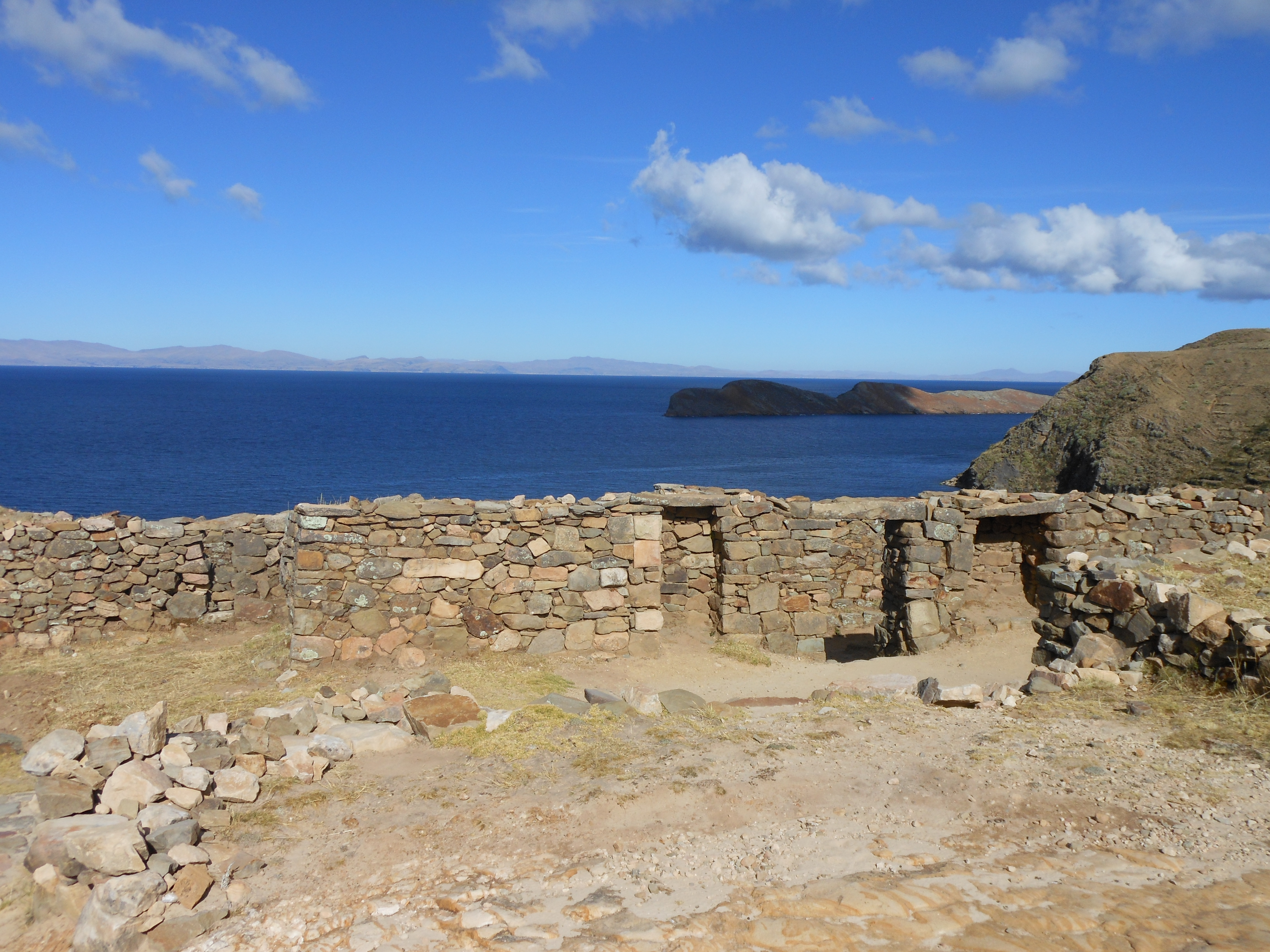
Chinkana con vista al lago Titicaca.

Chinkana (quechua para 'escondido') es un sitio inca en Bolivia, en la parte norte de la Isla del Sol, una isla del lago Titicaca. Administrativamente, el sitio arqueológico se encuentra ubicado en el municipio de Copacabana de la provincia de Manco Kapac en el departamento de La Paz. Las ruinas ya se encontraban descritas en el siglo XVII por el misionero jesuita Bernabé Cobo. Se cree que en la época inca sirvió como centro ceremonial. A doscientos metros de la Chinkana se encuentra Titikala, también conocido como Roca Sagrada de los incas.
Desde la localidad de Challapampa existe un camino de aproximadamente 1,5 km que lleva a las ruinas de Chinkana.

## Galería

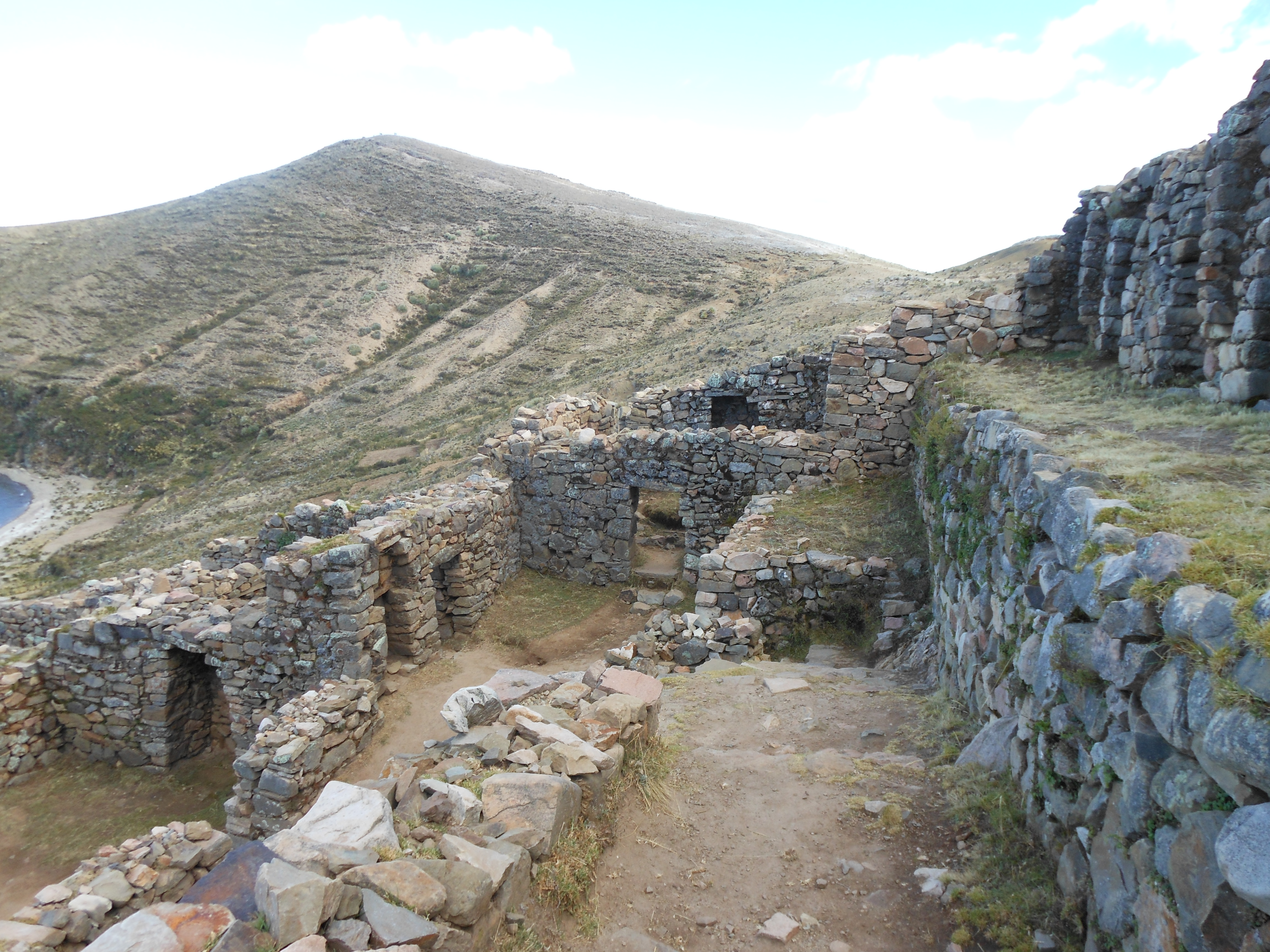
Ruinas de Chinkana.
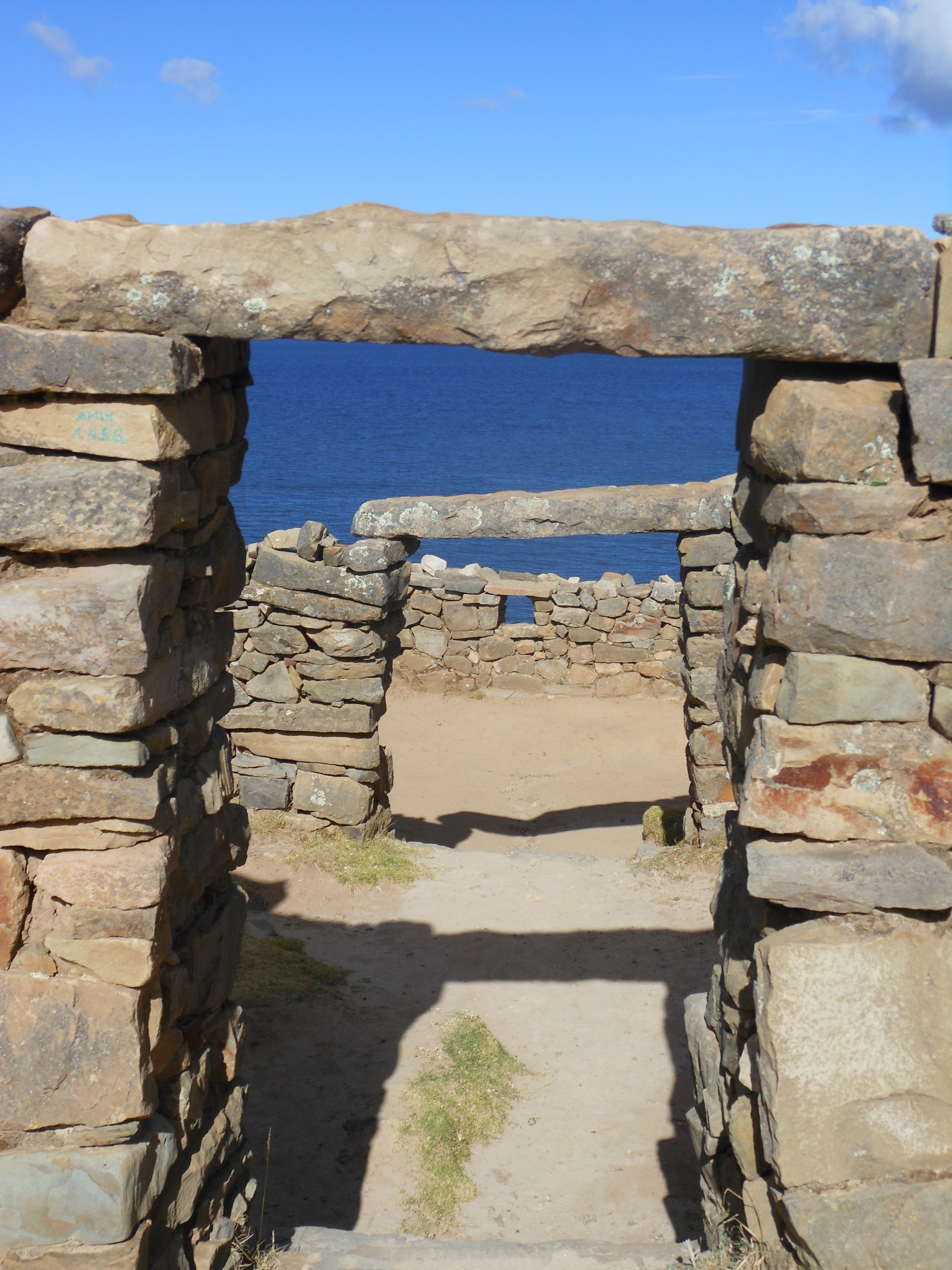
Puertas típicas incas.
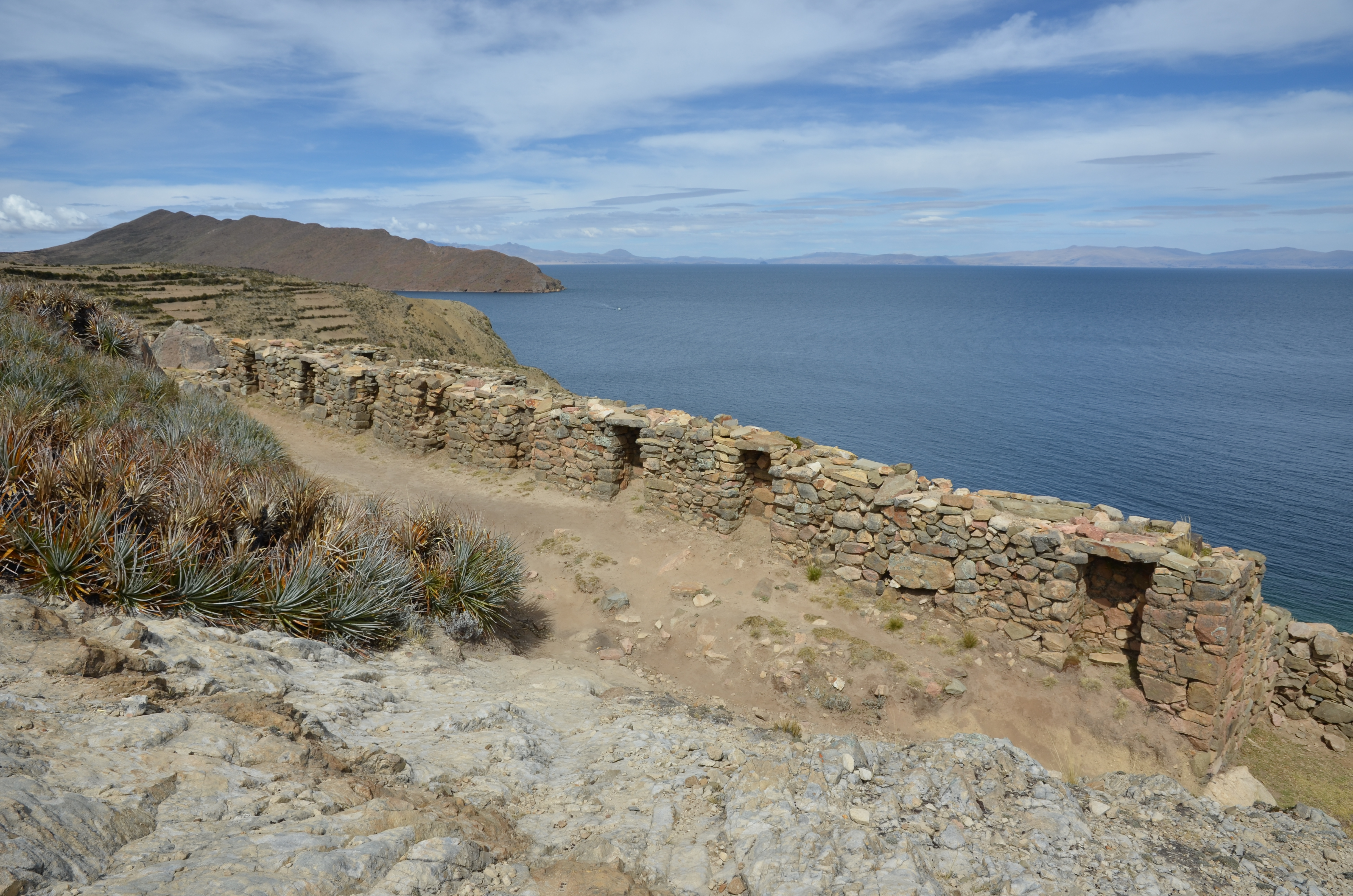
Hilera de hornacinas típicas de la arquitectura inca.
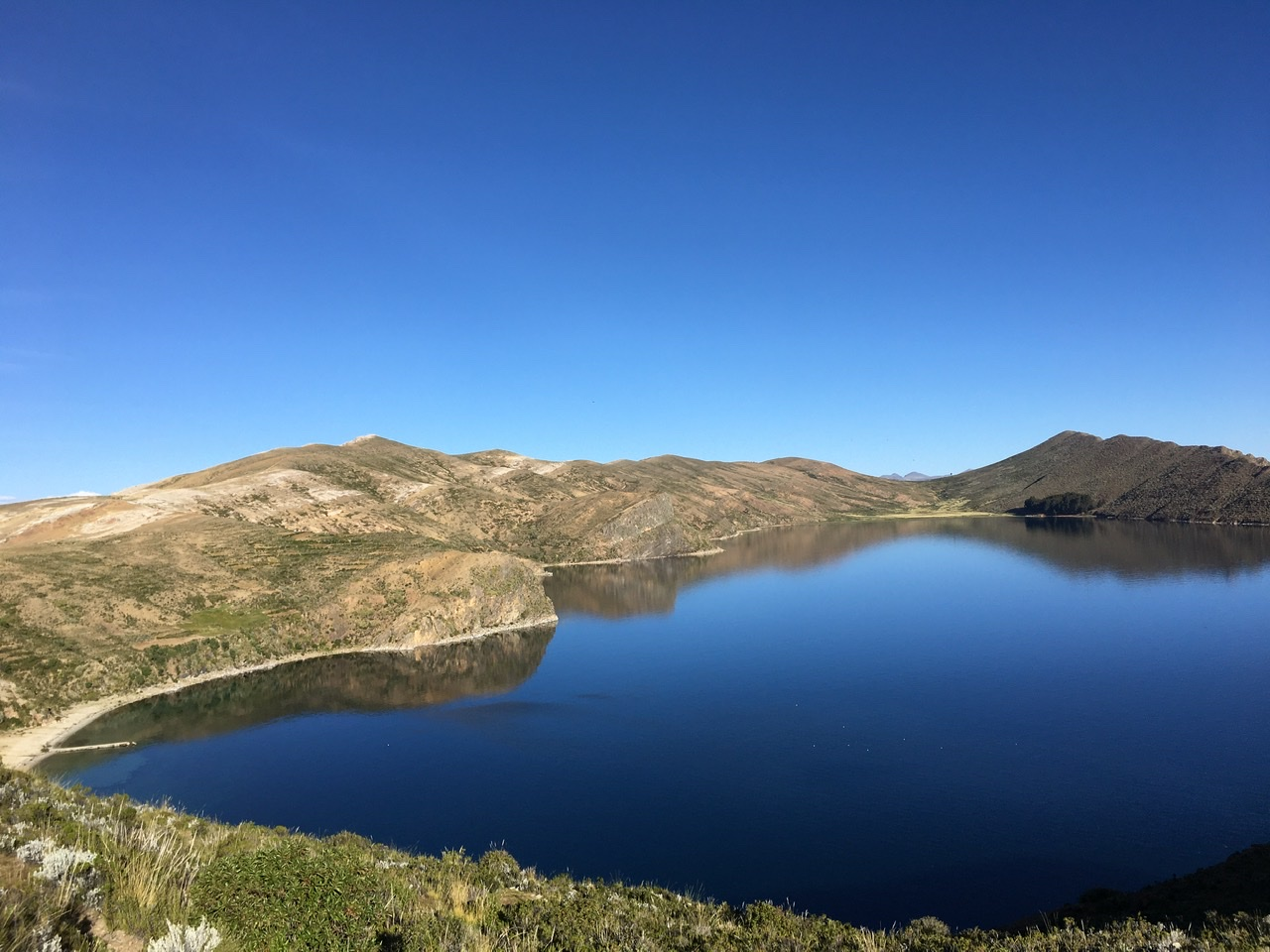
Lago Titicaca con Chinkana al fondo.
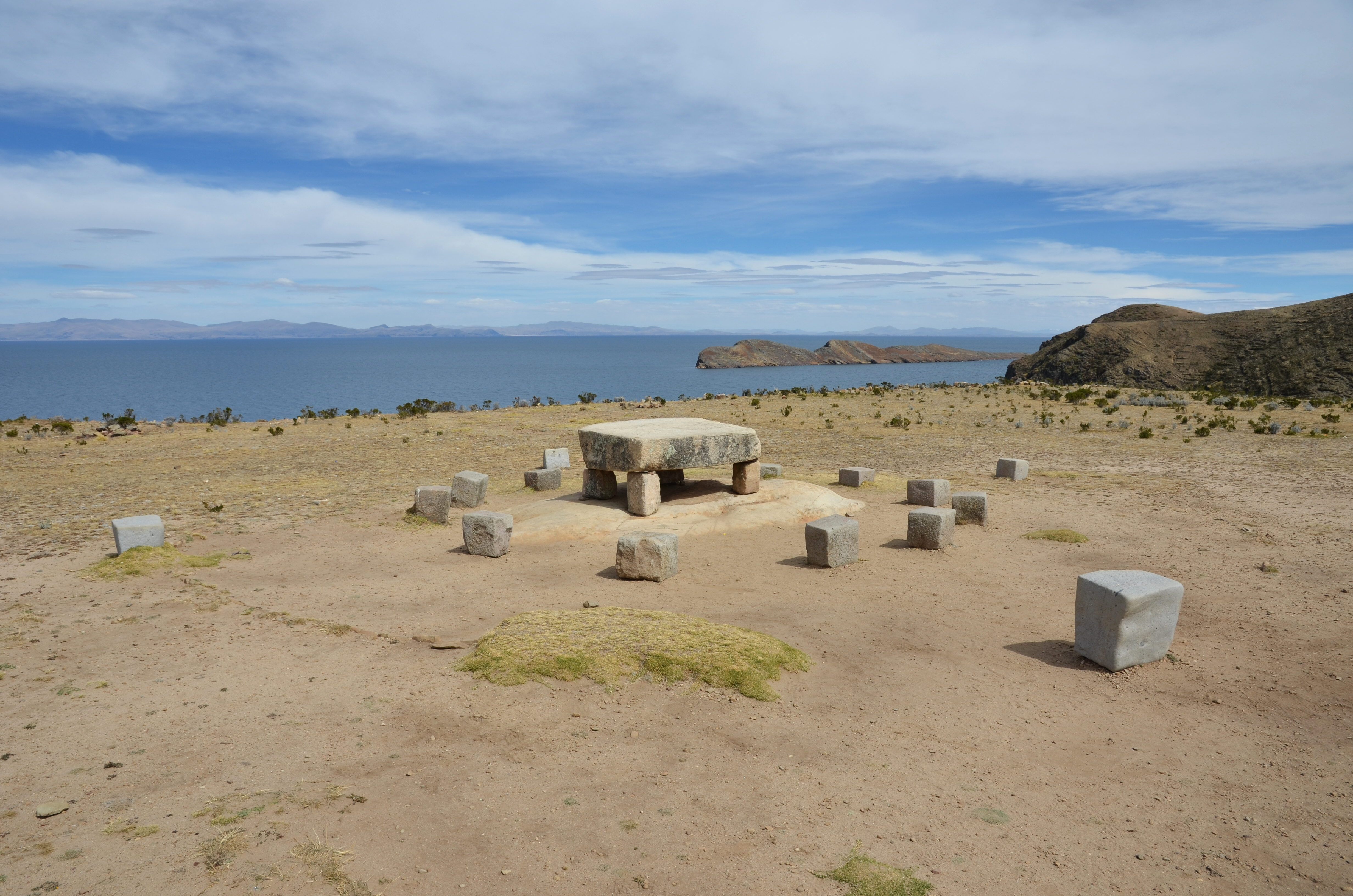
Altar ceremonial ubicado camino a Chinkana.
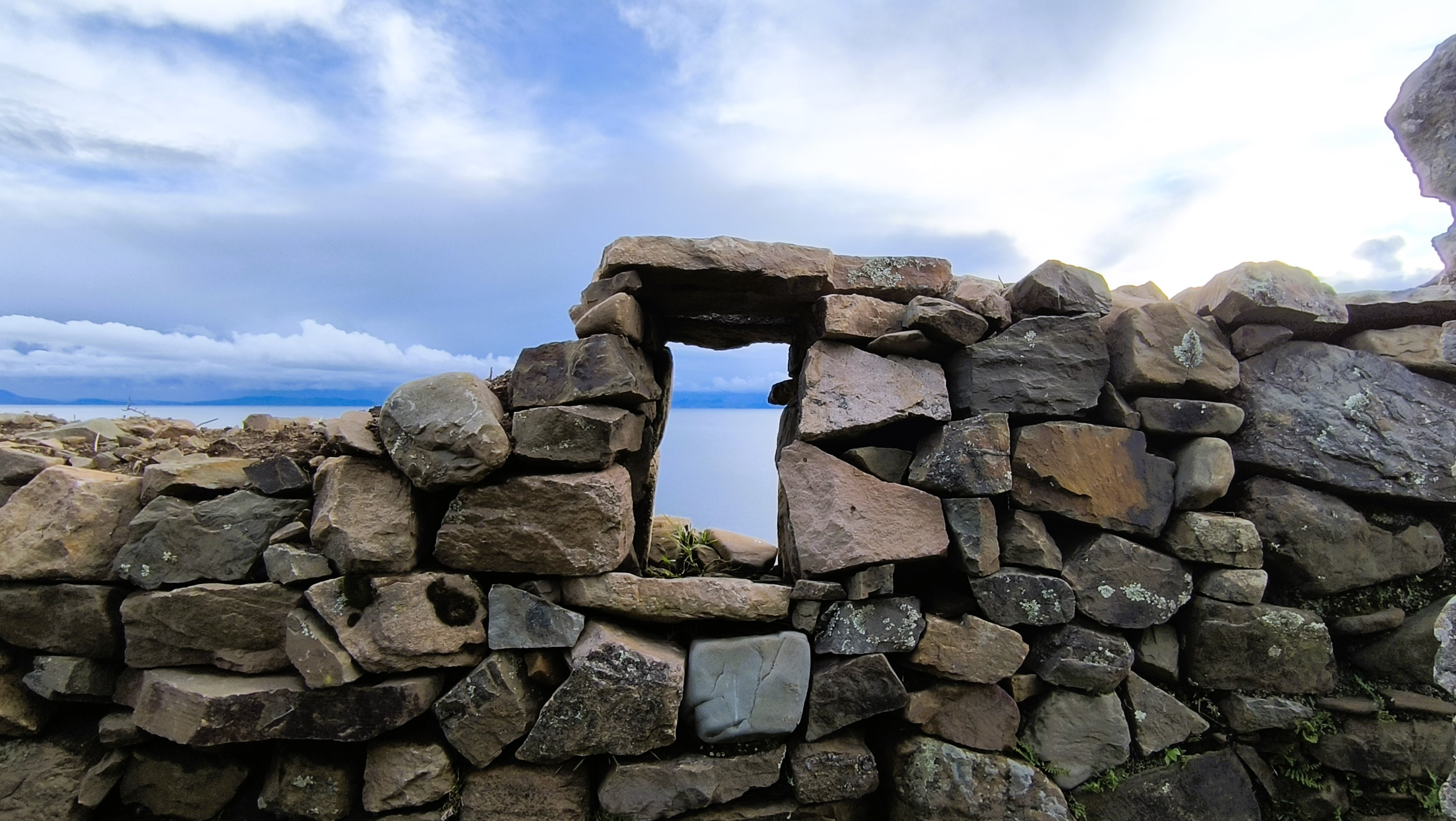
Ruinas de Chinkana de la Isla del Sol
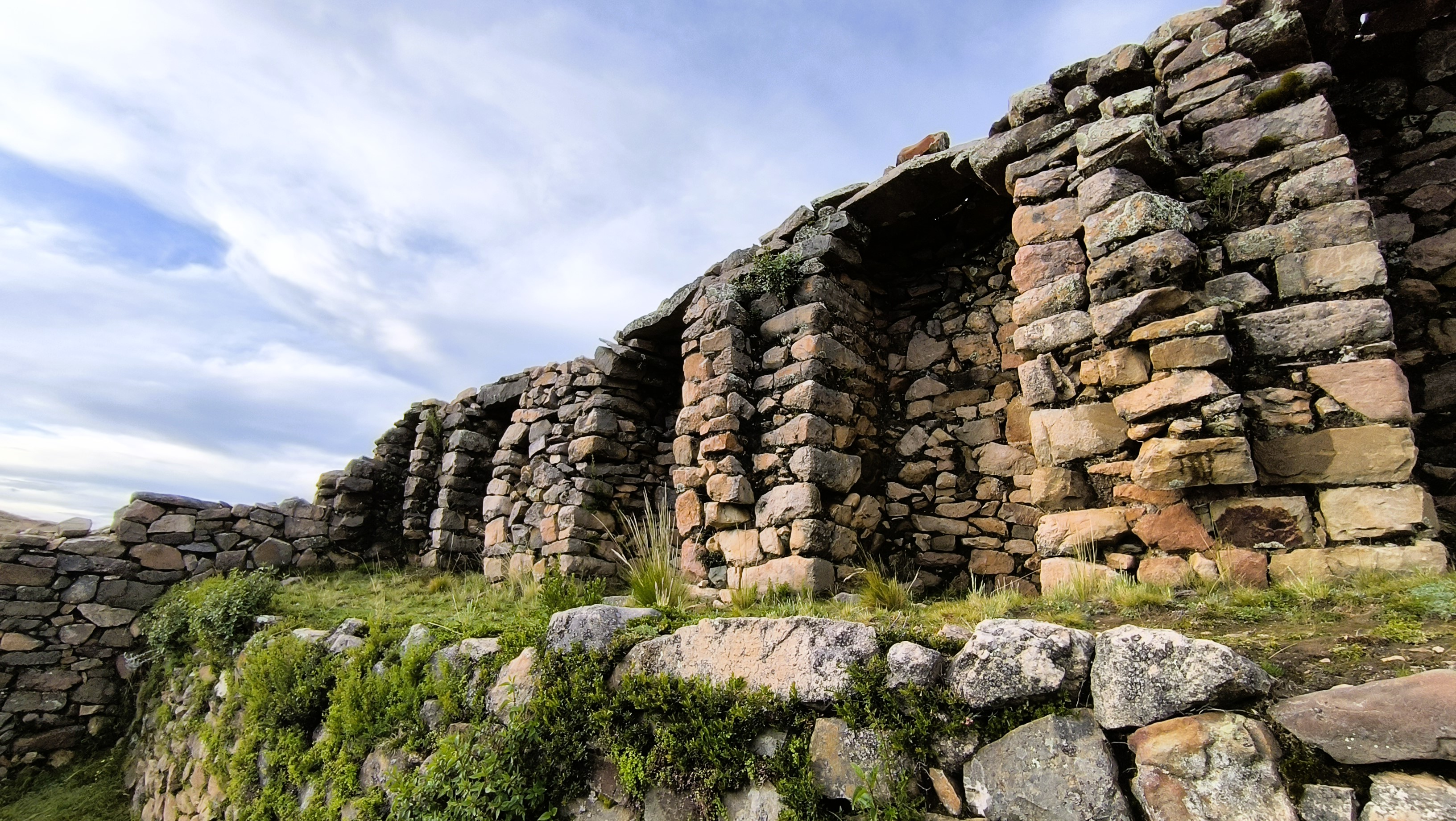
Ruinas de Chinkana al norte de la Isla del Sol

## Literatura
- Jessica Joyce Christie: Memory landscapes of the Inka carved outcrops. Lexington Books (2015), pág. 136-137.